# AGA Aviation CG-9
El AGA Aviation CG-9, designación de compañía G.5, fue un propuesto planeador de transporte estadounidense de la Segunda Guerra Mundial que se fabricaría para las Fuerzas Aéreas del Ejército de los Estados Unidos (USAAF). No se construyó ninguno y el programa fue cancelado.

## Diseño y desarrollo
El CG-9 era un gran planeador de transporte de configuración de doble botalón con una capacidad de acomodo de 32 soldados. En la góndola central del fuselaje se llevaban 20 soldados, mientras que en las góndolas exteriores se llevaban 6 en cada una. Ordenados el 27 de junio de 1942, los dos prototipos, con números de serie 42-56697/56698, no fueron completados, aunque se había terminado e inspeccionado una maqueta. En el momento de la cancelación, el 2 de diciembre de 1942, la célula de pruebas estáticas estaba completada al 55%, el primer avión lo estaba al 5%, y el segundo, solo al 1%.

## Operadores
Estados Unidos
- Fuerzas Aéreas del Ejército de los Estados Unidos

## Especificaciones (CG-9)
Referencia datos: AGA Aviation G.5

### Características generales
- Tripulación: Dos (piloto, copiloto)
- Capacidad: 32 soldados
- Longitud: 19,5 m (63,9 ft)
- Envergadura: 33,1 m (108,5 ft)

### Rendimiento
- Velocidad nunca excedida (Vne): 241 km/h (150 MPH; 130 kt)

## Aeronaves relacionadas

### Secuencias de designación
- Secuencia CG-_ (Planeadores de Carga del USAAC/USAAF, 1941-1948): ←  CG-6 - CG-7 - CG-8 - CG-9 - CG-10 - CG-11 - CG-12 →